# ایوان ینسن
ایوان ینسن (دانمارکی: Ivan Jensen; ۱۰ نوامبر ۱۹۲۲ – ۲۶ ژانویهٔ ۲۰۰۹) بازیکن فوتبال اهل دانمارک بود.
از باشگاه‌هایی که در آن بازی کرده‌است می‌توان به باشگاه فوتبال بولونیا اشاره کرد.